# Кузел
Кузел (њем. Kusel) град је у њемачкој савезној држави Рајна-Палатинат. Једно је од 98 општинских средишта округа Кузел. Према процјени из 2010. у граду је живјело 4.950 становника. Посједује регионалну шифру (AGS) 7336055.

## Географски и демографски подаци
Кузел се налази у савезној држави Рајна-Палатинат у округу Кузел. Град се налази на надморској висини од 239 метара. Површина општине износи 14,4 km². У самом граду је, према процјени из 2010. године, живјело 4.950 становника. Просјечна густина становништва износи 344 становника/km².

## Међународна сарадња
| Мјесто      | Држава    | Врста сарадње | Од    |
| ----------- | --------- | ------------- | ----- |
|             | Финска    | партнерство   | 2008. |
| Залаегерсег | Мађарска  | пријатељство  | 1985. |
|             | Француска | партнерство   | 1973. |
| Извор       |           |               |       |